# يهود إيرانيون
 اليهود الإيرانيون أو اليهود الفرس (بالفارسية: یهودیان ایرانی) وهم اليهود الذين يتواجدون في إيران، والتي كانت تسمى تاريخياً بلاد فارس، واليهودية كانت تتواجد في بلاد فارس منذ زمن الملك الأخميني أحشويرش الأول حسب سفر أستير في الكتاب المقدس، وقد كان الملك كورش الكبير هو الذي سمح لليهود العودة إلى القدس بعد أن سباهم البابليين، ويبلغ عددهم في العالم حوالي 300 ألف نسمة منهم حوالي 200 ألف في إسرائيل و60 ألف في الولايات المتحدة وحوالي 9,000 في إيران ويتكلمون باللغة الفارسية والعبرية والكردية.

## معرض صور

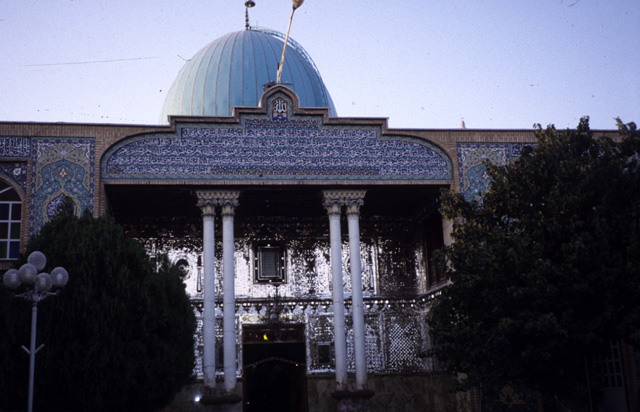
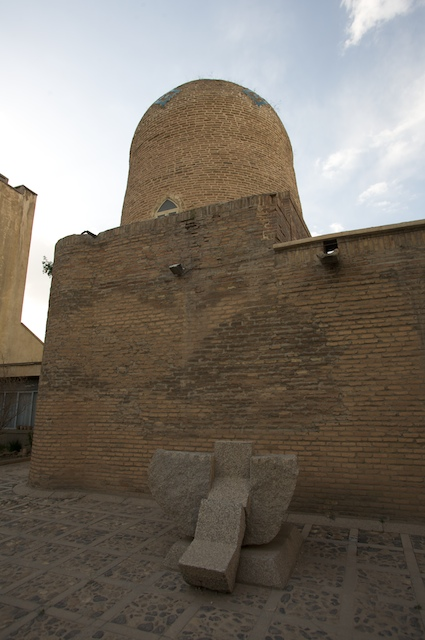
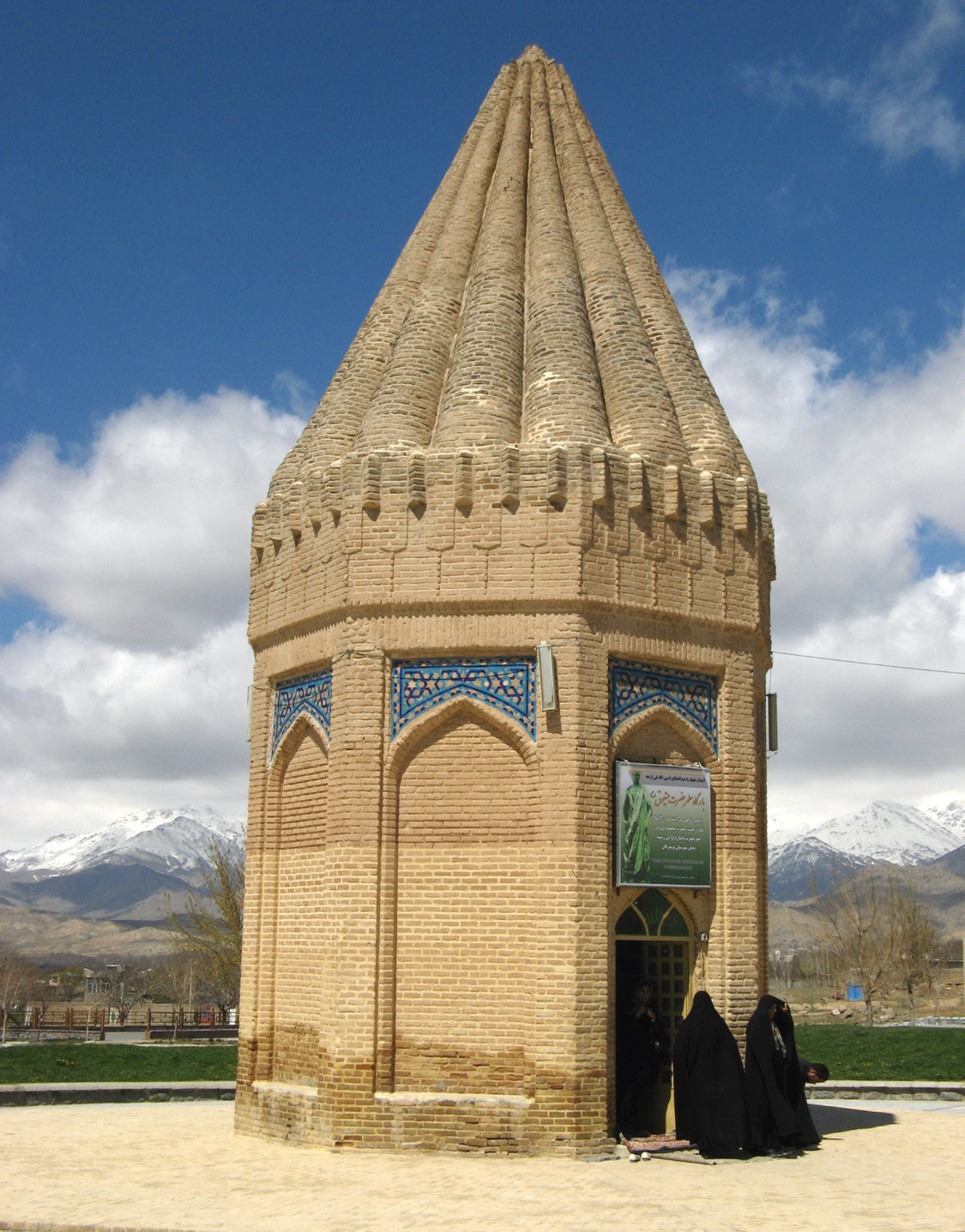
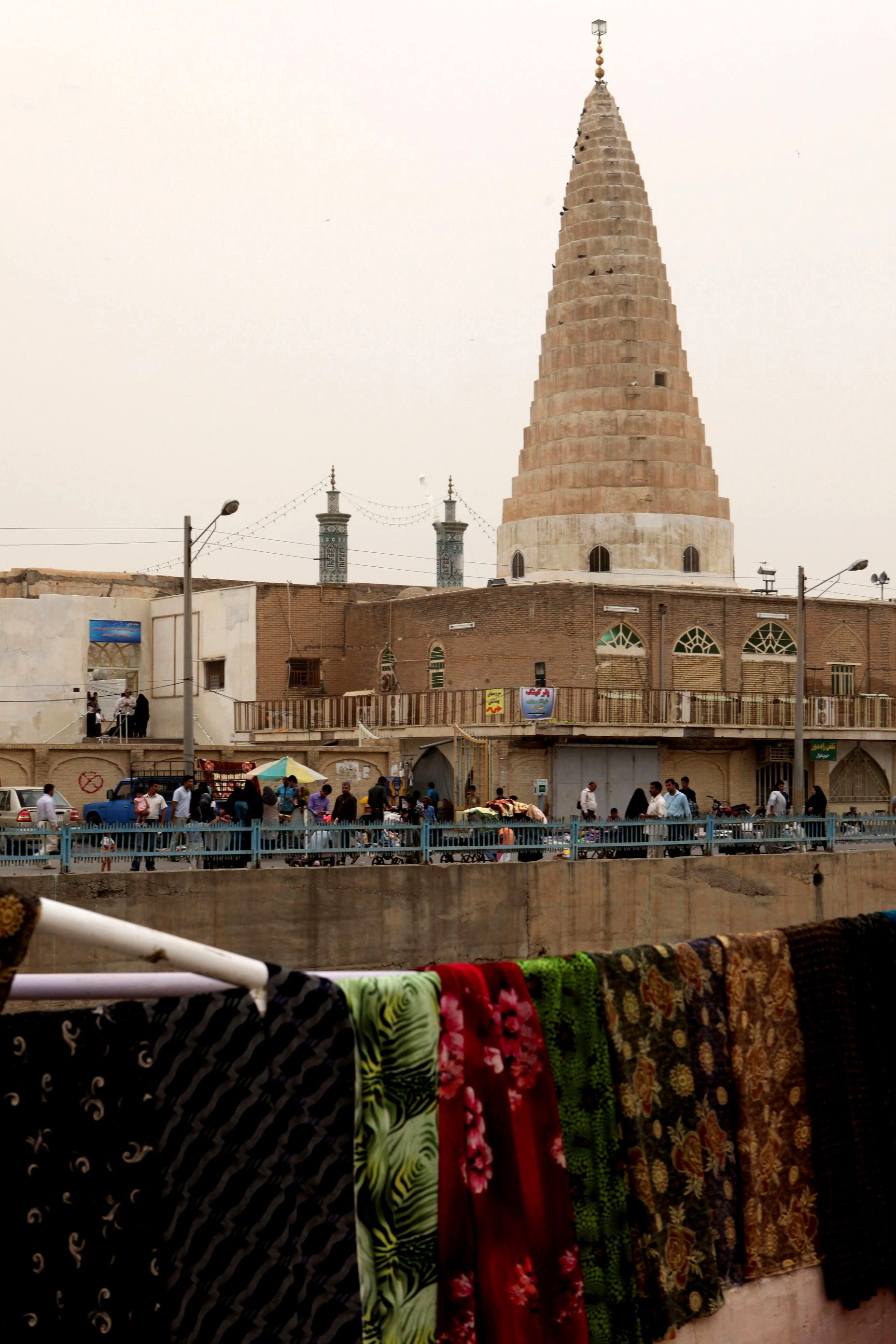